# Daniel Wachschlager
Daniel Wachschlager (* 9. April 1623 in Thorn, Polnisch-Preußen; † 15. März 1689 ebenda) war Ratsherr und Bürgermeister von Thorn.

## Leben
Die Vorfahren väterlicherseits waren spätestens seit dem 14. Jahrhundert in Preußen ansässig. Die Familie bezeichnete sich später als ältestes Patriziergeschlecht in Thorn. Der Vater Georg Wachschlager (1584–1630) war dort Schöppe, die Mutter Anna war eine Tochter des Bürgermeisters Andreas Baumgarten, der Onkel Daniel Wachschlager war ebenfalls Bürgermeister.
Daniel Wachschlager (II.) wurde 1654 Schöppe in der Thorner Vorstadt und 1657 in der Altstadt. Seit 1672 war er Ratsherr, seit 1679 auch königlicher Burggraf in Thorn.
1682 wurde Daniel Wachschlager einer der vier Bürgermeister der Stadt, davon zwei Jahre lang Präsident (erster Bürgermeister). Er war in dieser Zeit auch Protoscholarch (oberster Verantwortlicher für das Schulwesen) der Stadt. 1684 erhielt er vom polnischen König Johann III. Sobieski eine goldene Gnadenkette.
Der Historiker Christoph Hartknoch schrieb eine ausführliche Widmung für ihn in seinem Buch Alt und Neues Preußen.
Daniel Wachschlager war mit Elisabeth Mochinger († 1681), einer Tochter des Thorner Arztes Georg Mochinger, seit 1646 verheiratet. Kinder waren
- Georg Wachschlager (1648–1720), Diplomat in schwedischen Diensten und Hofkanzler in Stockholm
- Daniel Wachschlager (1650–1705), Schöppe in Thorn, Großvater des Bürgermeisters Carl Jacob Wachschlager (1718–1797)